# Beckeriella filipina
Beckeriella filipina är en tvåvingeart som beskrevs av Mercedes Lizarralde de Grosso 1994.
Beckeriella filipina ingår i släktet Beckeriella och familjen vattenflugor. Artens utbredningsområde är Filippinerna. Inga underarter finns listade i Catalogue of Life.